# Fevillea narae
Fevillea narae är en gurkväxtart som beskrevs av A.Estrada och D.Santam. Fevillea narae ingår i släktet Fevillea och familjen gurkväxter. Inga underarter finns listade i Catalogue of Life.